# Barockgarten Großsedlitz
Barockgarten Großsedlitz este o arie protejată (arie specială de conservare — SAC, sit de importanță comunitară — SCI) din Germania întinsă pe o suprafață de 25 ha, integral pe uscat.

## Localizare
Centrul sitului Barockgarten Großsedlitz este situat la coordonatele 50°56′52″N 13°53′42″E / 50.9478°N 13.895°E.

## Înființare
Situl Barockgarten Großsedlitz a fost declarat sit de importanță comunitară în iunie 2002 pentru a proteja 4 specii de animale. Situl a fost protejat și ca arie specială de conservare în aprilie 2011.

## Biodiversitate
Situată în ecoregiunea continentală, aria protejată conține 1 habitat natural: Păduri de stejar și carpen Galio-Carpinetum.
La baza desemnării sitului se află mai multe specii protejate:
- mamifere (2): liliac cârn (Barbastella barbastellus), liliac comun (Myotis myotis)
- nevertebrate (2): rădașcă (Lucanus cervus), Osmoderma eremita